# Apeadero de Vale da Lama
El Apeadero de Vale da Lama, originalmente denominado Apeadero de Valle da Lama, es una antigua plataforma ferroviaria de la Línea del Algarve, que servía a la localidad de Lagoa, en el distrito de Faro, en Portugal.

## Características y servicios
Este apeadero se encuentra retirado del servicio, siendo demolido.

## Historia
Esta plataforma abrió al servicio el 1 de febrero de 1902, como parte del tramo entre Poço Barreto y Silves del Ramal de Portimão. El principal propósito de este apeadero era servir la localidad de Lagoa.
En 1913, era servido por tranvías. En 1980, ya no era utilizado por servicios de pasajeros.